# Матрёшка
Матрёшка (укр. «Матрьошка») — російськомовний альбом білоруського музичного гурту Ляпіс Трубецкой. Випущений 1 березня 2014 року.

## Список композицій
Автор музики і слів (окрім пісні «Государство», що являє собою випущену ще у 2002 році кавер-версію на пісню гурту «Гражданская оборона»), — Сергій Міхалок. 
| #   | Назва         | Тривалість |
| --- | ------------- | ---------- |
| 1.  | «Матрёшка»    | 2:57       |
| 2.  | «Танцуй»      | 1:53       |
| 3.  | «Танк»        | 2:34       |
| 4.  | «Телевизор»   | 2:43       |
| 5.  | «Воины света» | 3:44       |
| 6.  | «Молох»       | 2:52       |
| 7.  | «Котлован»    | 2:33       |
| 8.  | «Чайка»       | 2:48       |
| 9.  | «Командир»    | 2:35       |
| 10. | «Государство» | 3:09       |
| 11. | «Клоуна нет»  | 3:42       |